# Stanley Garton
Arthur Stanley Garton (ur. 31 marca 1889 w Worcester Park, zm. 20 października 1948 w Woking) – brytyjski wioślarz, złoty medalista olimpijski. 
Kształcił się w Eton College i Magdalen College Uniwersytetu Oksfordzkiego. Trzykrotnie brał udział w The Boat Race, w latach 1909, 1910 i 1911 odniósł trzy zwycięstwa z rzędu.
Wystąpił na igrzyskach olimpijskich w Sztokholmie w 1912, gdzie brytyjska osada Leander Club w składzie: Edgar Burgess, Sidney Swann, Leslie Wormald, Ewart Horsfall, James Angus Gillan, Stanley Garton, Alister Kirby, Philip Fleming i Henry Wells zdobyła złoty medal w ósemkach. W finale wyprzedzili rodaków z osady New College o 3,5 sekundy. Był to jego jedyny start olimpijski.
Po zakończeniu kariery był trenerem.
Jego teściem był Dickie Burnell. 